# 泉田英雄
泉田 英雄（いずみだ ひでお、1954年 - ）は、日本の建築史家。旧姓は小高。専門はアジア近代建築史、建築物保存。工学博士。

## 来歴
宮城県小牛田町生まれ。工業高等学校卒業後、4年間の建設会社勤務を経て青年海外協力隊に参加し、2年間にわたりマレーシアの工業高校にて建築の構法と施工法を教鞭。帰国後は日本大学理工学部建築学科に進学し、同校卒業後は筑波大学大学院芸術研究科に進学する。同大学院修了後は東京大学生産技術研究所藤森研究室研究生となる。1988年から筑波大学芸術専門学群講師。1999年には工学博士となり、1997年から豊橋技術科学大学建設工学系に移る（准教授）。
翻訳書にフィリップ・ギブス『マレー人の住まい』（学芸出版社）、イーマン・エドワース『住まいから見たシンガポール社会史』（日本経済新聞社）など多数。